# 四川省武胜中学校
四川省武胜中学校，简称武胜中学、武中或武中校，是中华人民共和国四川省的一所公办高级中学，位于四川省广安市武胜县沿口镇。

## 校史
武胜中学创建于1927年，位于当时的县城中心镇。中华人民共和国成立后，县人民政府迁到沿口镇，1957年，迁建武胜县第三初级中学。1958年经四川省人民政府批准，更名为“四川省武胜中学校”。2000年，該校成為四川省重點中學。